# Carlos Dierickx

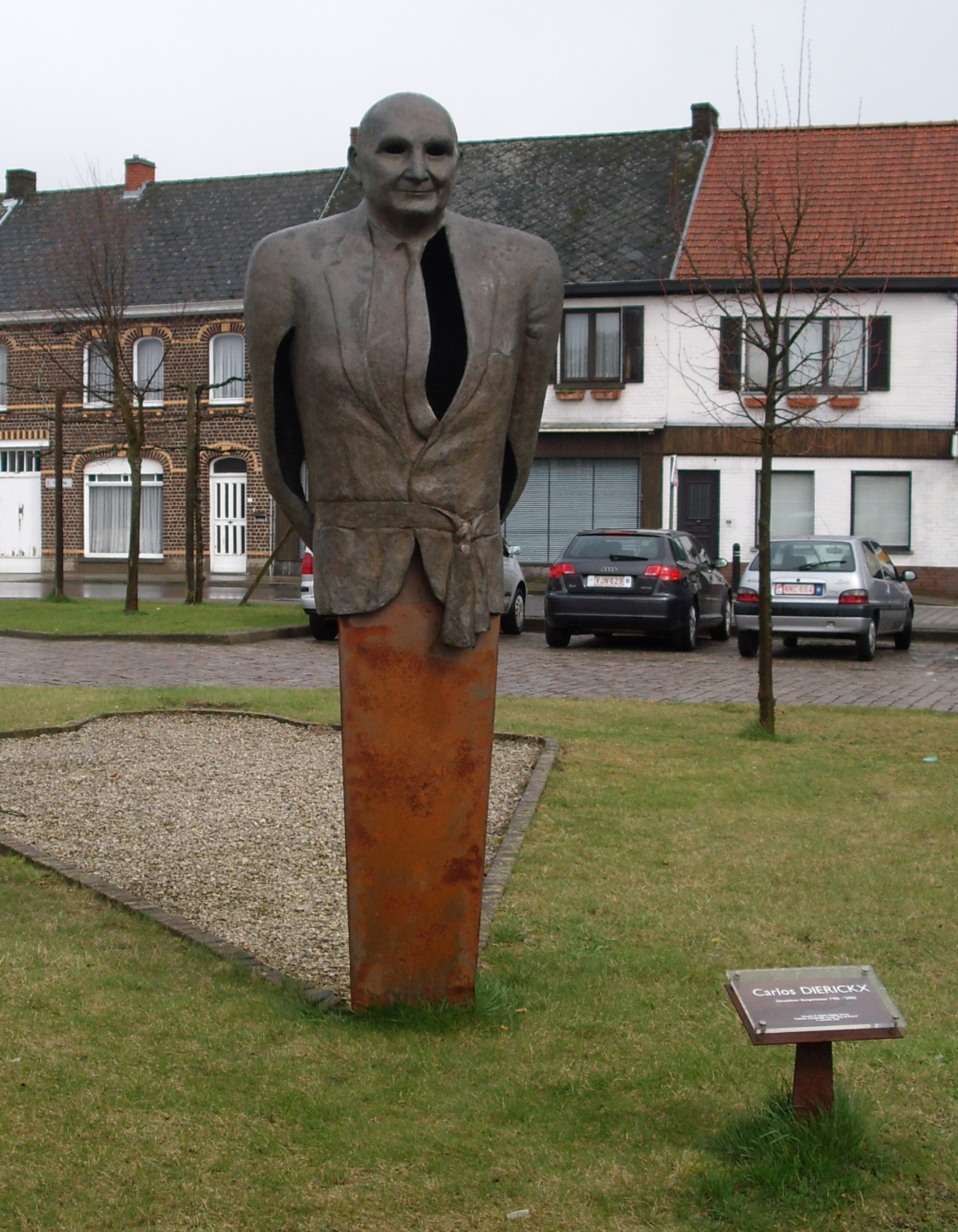
Carlos Dierickx.

Carlos Dierickx (Asper, 9 februari 1916 - Zottegem, 3 september 2003) was een Belgische politicus. Hij was 46 jaar burgemeester,  eerst van Asper, nadien van de fusiegemeente Gavere.

## Biografie
Dierickx was geneesheer in zijn geboortedorp Asper. Hij was ook sporter en voetbalde halverwege de jaren 30 even als verdediger bij Cercle Brugge en later bij ASSA Ronse. Dierickx speelde eveneens voor de Belgische universitaire voetbalploeg.  Hij trad zo in verschillende internationale wedstrijden aan.
Op vraag van de pastoor stapte hij in 1946 in de gemeentepolitiek en werd burgemeester van Asper. Hieraan gingen geen verkiezingen vooraf. Dierickx wou zich toen enkel politiek engageren als er geen verkiezingen kwamen. Vlak na WO II was de politieke situatie immers nog wat gespannen. Vanaf 1953 zat hij echter in de oppositie, om er terug burgemeester te worden in 1959. Hij bleef in functie tot 31 december 1976. Bij de fusies van de Belgische gemeenten werd Asper een deelgemeente van Gavere, en vanaf 1977 werd Dierickx burgemeester van Gavere.
Hij was lid van geen enkele politieke partij en kwam telkens op met een lijst VOG (Vrije Onafhankelijke Gemeentebelangen). Bij alle opeenvolgende gemeenteraadsverkiezingen in Gavere behaalde hij het hoogste aantal voorkeurstemmen en hij bleef telkens burgemeester. In 1994 nam hij een laatste keer deel aan de gemeenteraadsverkiezingen, die hij met 1400 voorkeurstemmen opnieuw won. Hij bleef zo op 79-jarige leeftijd nog steeds burgemeester, toen de oudste burgemeester van Vlaanderen en de derde oudste van België. In 1998 droeg hij het burgemeesterschap door aan Hugo Leroy.
Na zijn politiek afscheid ging hij in Oudenaarde wonen en na een heupbreuk ging hij er in een rusthuis wonen. Na een darminfarct overleed hij in 2003 in het AZ Sint-Elisabeth in Zottegem.

## Erkentelijkheden
- Standbeeld : Carlos Dierickx - die vooral actief was binnen de socio-culturele- en sportverenigingen - kreeg later (2005) als waardering een standbeeld. Dit bronzen monument is van de hand van Kristien Vervaet, het staat op het naar hem genoemde Asperse plein.
- Bier : Het bier Carlos van de brouwerij Contreras werd naar hem genoemd uit erkentelijkheid.